# 1972 Yi Xing
1972 Yi Xing (1964 VQ1) là một tiểu hành tinh vành đai chính được phát hiện ngày 9 tháng 11 năm 1964 bởi Đài thiên văn Tử Kim Sơn ở Nanking.